# Flow Country
Le Flow Country est une zone naturelle humide située au Nord de l'Écosse. Elle abrite la plus vaste tourbière d'Europe, voire du Monde (de type blanket bog (en)).
Elle est protégée en tant que site d'intérêt scientifique remarquable (Site of Special Scientific Interest, SSSI) sur une surface d'environ 150 000 hectares, ainsi que par une réserve, la Forsinard Flows National Nature Reserve (en) gérée par la Royal Society for the Protection of Birds, sur 21 000 hectares. Le site est inscrit sur la liste indicative de l'UNESCO pour le Royaume-Uni, puis sur la liste du patrimoine mondial en juillet 2024.

### Liens officiels
- (en) Forsinard Flows National Nature Reserve